# James Earl Jones Theatre
Il James Earl Jones Theatre, precedentemente noto come Cort Theatre, è un teatro di Broadway sito nel quartiere di Midtown Manhattan a New York.

## Storia
Il teatro fu commissionato da John Cort all'architetto Thomas W. Lamb ed aprì al pubblico il 12 dicembre 1912. Il Cort Theatre fu inaugurato con un allestimento di Peg o' My Heart con Laurette Taylor che rimase in cartellone per oltre seicento rappresentazioni. Il teatro è stato usato occasionalmente come studio televisivo tra gli anni sessanta e settanta.
Nel corso della sua storia, il palco del Cort Theatre è stato calcato da star internazionali come Ian McKellen, Emilia Clarke, Glenda Jackson, Denzel Washington, Viola Davis, Daniel Radcliffe, Clive Owen, Cherry Jones, Patrick Stewart ed Al Pacino.
Nel 2022 il teatro è stato ribattezzato James Earl Jones Theatre in onore dell'omonimo attore.